# NGC 726
NGC 726 (również PGC 7182) – galaktyka spiralna (Sd), znajdująca się w gwiazdozbiorze Wieloryba. Odkrył ją Frank Muller w 1886 roku.